# Dickenberger tiefer Stollen

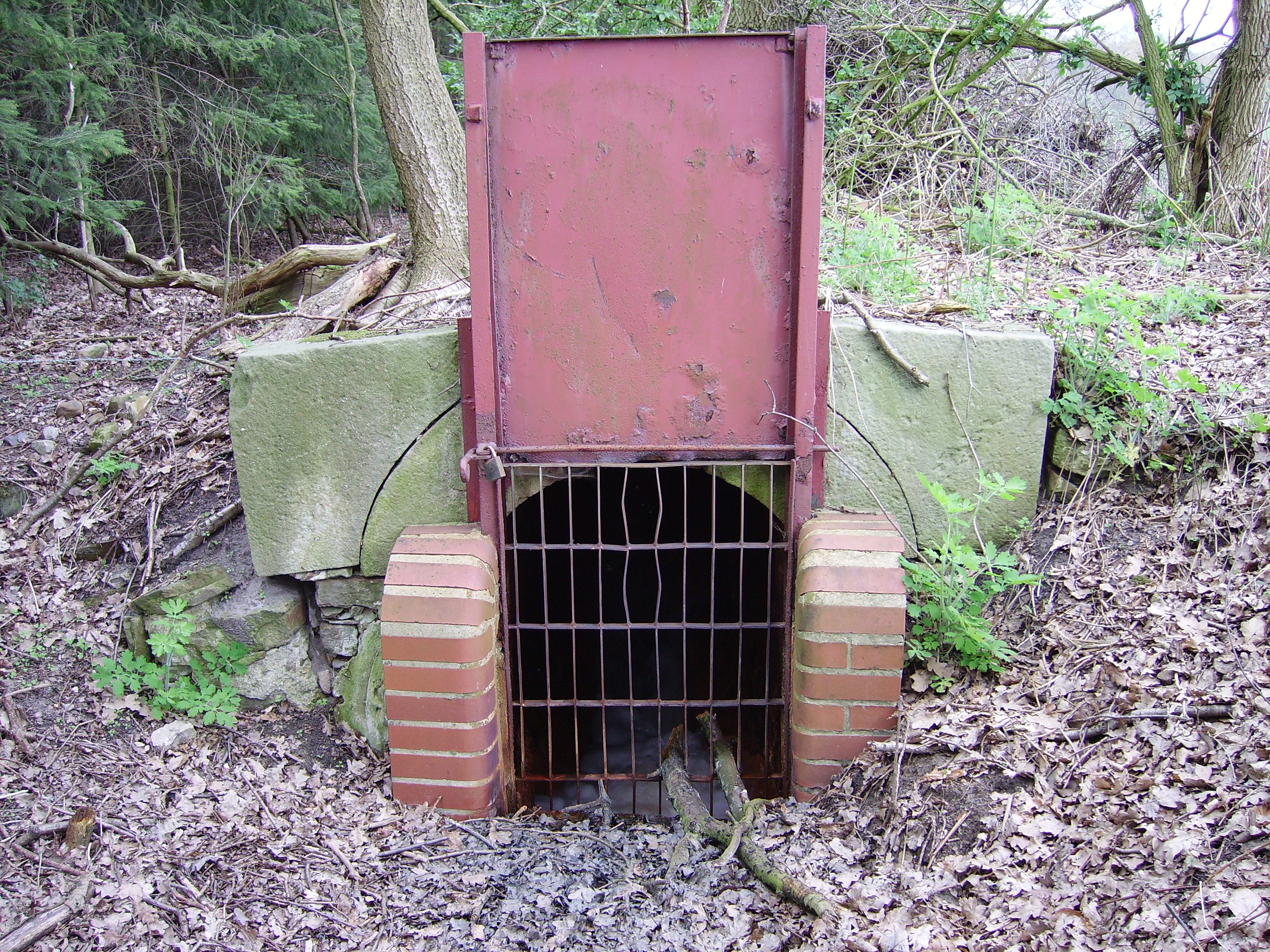
Bild des Stollenmundloches

Der tiefe Dickenberger Stollen ist ein Stollen im Ibbenbürener Steinkohlenrevier. Er liegt im Ibbenbürener Ortsteil Püsselbüren am Rande des Schafberges. Er diente der Grube Dickenberg und später der Zeche Westfeld zur Ableitung des Grubenwassers. Heute fließt das Grubenwasser des überfluteten Westfeldes noch aus dem Stollen, da dieser der tiefstgelegene im Westfeld ist.
Da die Vorräte des höher gelegenen Dickenberger Stollens zur Neige gingen, wurde 1771 der tiefe Dickenberger Stollen zur Wasserableitung der Grube Dickenberg angelegt. Am westlichen Fuße des Berges wurde zwischen den Ortschaften Püsselbüren und Uffeln der Stollen begonnen. Nach 615 m durch Sand und Gesteinsschichten jüngeren Alters wurde der Sandstein des Kohlengebirges angefahren. Als erstes wurde das Flöz Franz angefahren. Nachdem der Stollen weitere 398 m in das Gebirge getrieben worden war, wurde das Flöz Dickenberg erreicht. Diese befand sich hier 59 m unter der Stollensohle des Dickenberger Stollens der nun Dickenberger Oberstollen genannt wurde.

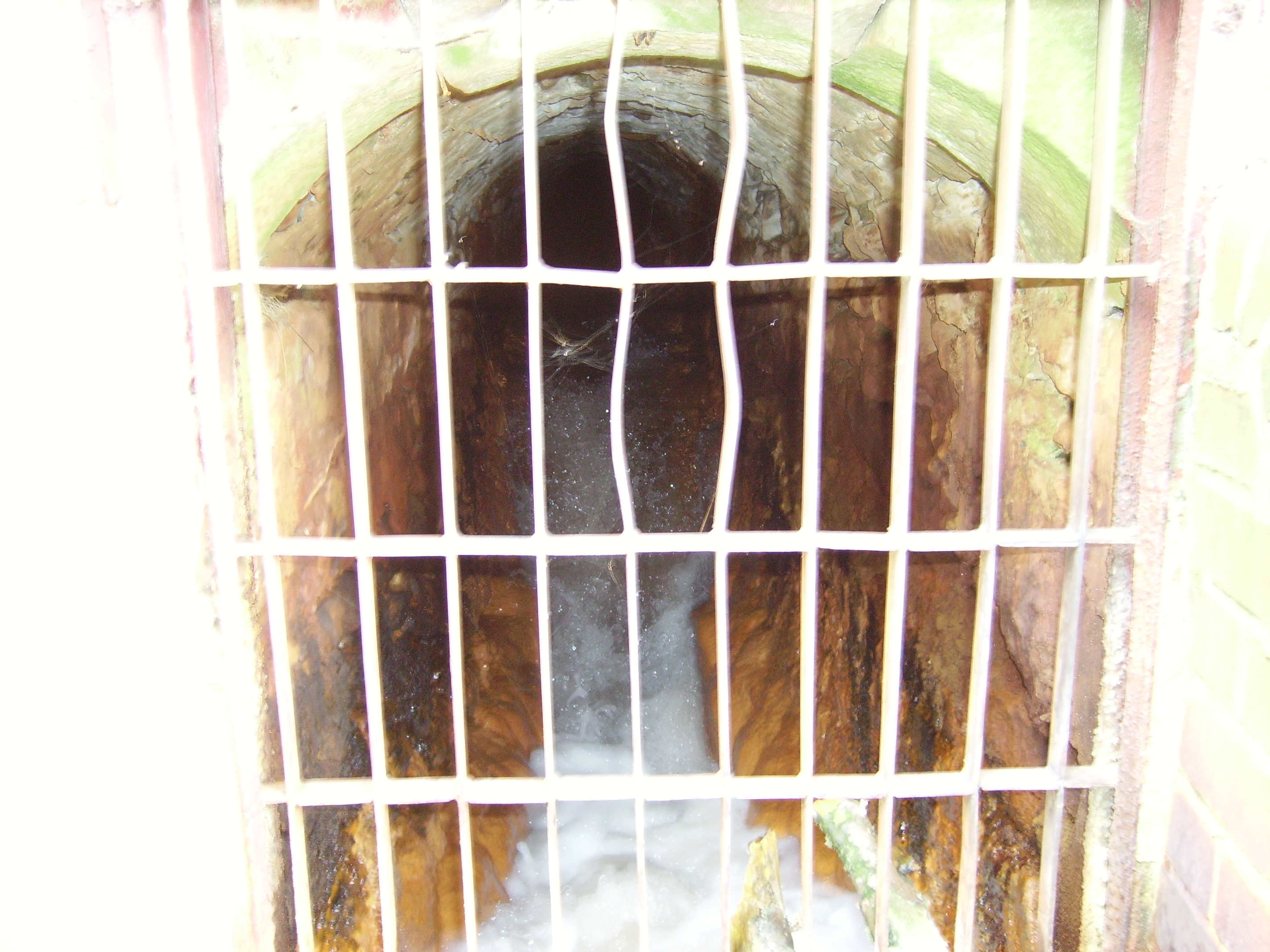
Blick in den Stollen

Die Eingesessenen der Obergrafschaft Lingen wurden zu Hand- und Spanndiensten beim Vortrieb des Stollens eingesetzt. Sie erhielten als Entgelt 6 Stüber. Das Wasser dieses Stollens floss in unregelmäßigen Lauf ab, soweit es nicht versickerte floss es bei Gravenhorst in die Ibbenbürener Aa. Später nutzte es die Gravenhorster Eisenhütte zum Waschen der Erze und als Antrieb eines Wasserrades. Außer der Grube Dickenberg wurden die Grube Glücksburg später entwässert. Seinen Endpunkt erreichte der Dickenberger Stollen mit 7,5 km oberhalb Ibbenbürens am Von-der-Heydt-Schacht. Später wurde die Zeche Westfeld mit dem Dickenberger Stollen entwässert. Der Wilhelmschacht hob das Grubenwasser auf die Stollensohle, von der es abfloss. Mit der Stilllegung des Westfeldes soff das Westfeld bis zur Dickenberger Stollensohle ab. Durch den Stollen wird heute das Wasser des Westfeldes abgeführt.